# Shimoga
Shimoga ou Shivamogga est une ville située dans l'État du Karnataka en Inde.

## Personnalités liées
- S. V. Krishnamoorthy Rao (1902-1968), personnalité politique y est né